# Miofibrilla

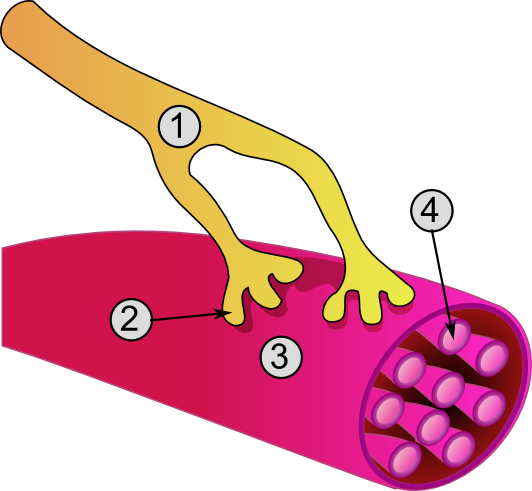
1. Assone
2. Giunzione neuromuscolare
3. Fibra muscolare
4. Miofibrilla

La miofibrilla è il modulo costitutivo filamentoso delle fibrocellule. La miofibrilla consiste in un fascio di miofilamenti di actina e miosina, rispettivamente sottili e spessi, che permettono la contrazione muscolare.

## Descrizione
All'osservazione della miofibrilla attraverso un fascio di luce polarizzata essa appare formata da una serie alternata di dischi chiari e dischi più scuri, ordinati in una struttura modulare. Sono proprio i dischi scuri (stria z, ossia invaginazioni della membrana dove la luce non riesce a passare) a conferire un aspetto striato alla muscolatura.
La disposizione intracellulare delle miofibrille determina il tipo di fibrocellula: liscia o striata.
All'interno della fibrocellula di tipo liscio le miofibrille hanno una disposizione semplice longitudinale.
All'interno della fibrocellula di tipo striato è presente una striatura trasversale supplementare dovuta alla sovrapposizione in determinate zone dell'actina e della miosina. Le fibrocellule striate sono lunghe da 1 a 40 micron e generalmente sono polinucleate.
Nella fibrocellula striata le miofibrille presentano un alternarsi di bande chiare o bande I (filamenti di actina) e di bande scure o bande A (filamenti di miosina) che conferiscono alla fibrocellula un aspetto appunto striato; paralleli alle miofibrille si trovano numerosi mitocondri in file ordinate. Lo spazio residuo è occupato in gran parte dal reticolo sarcoplasmatico (versione specializzata del reticolo endoplasmatico). Ogni banda I è divisa da una piccola banda Z o linea Z. La struttura filamentosa della miosina è più grossa di quella dell'actina. L'unità fondamentale della miofibrilla è il sarcomero cioè la parte compresa fra 2 linee Z.
L'actina presente nelle miofibrille è costituita da 2 filamenti di actina F attorcigliati tra loro ed è associata ad altre 2 proteine: la tropomiosina, alloggiata nel solco tra i 2 filamenti di actina, e la troponina, legata a sua volta alla tropomiosina.
La molecola di miosina è formata da una parte filamentosa e da una testa globulare unite tra loro da una porzione flessibile. I filamenti di miosina sono formati da più molecole associate in fasci in cui le teste sporgono all'esterno.